# Карло Туоминен
Карло Јалман „Кале” Туоуминен (фин. Kaarlo Jalmari "Kalle" Tuominen; Сомермијеми, 9. фебруар 1908 — Лието, 20. октобар 2006) бивши је фински атлетичар специјалиста за трке са препрекама, освајач сребрне медаље на Олимпијским играма 1936. у Берлину.
Сребрну олимпијску медаљу освојио је у трци на 3.00 метара са препрекама иза свог сународника Волмарија Исо Холо који је постигао најбољи резултат на свет (у то време светски и европски рекорди нису званично признати), а пре Алфреда Домперта из Немачке.
Завршио је као четврти у истој дисциплини на 2. на Европском првенству 1938. у Паризу.
Био је фински првак на 3.000 метара 1937. године.

### Рекорди
| Дисциплина             | Резултат | Место      | Датум           |
| ---------------------- | -------- | ---------- | --------------- |
| Трка на 800 метара     | 1:56,6   | Турку      | 30. јул 1931.   |
| Трка на 1.000 метара   | 2:31,2   | Копенхаген | 3. август 1934, |
| Трка на 1.500 метара   | 3:56,6   | Турку      | 9. август 1938. |
| Трка на 3.000 метара   | 8:28,2   | Турку      | 9. јун 1936.    |
| Трка на 5.000 метара   | 15:00,8  | Хелсинки   | 21. јул 1940.   |
| 3.000 м са препрекамаe | 9:06,8   | Берлин     | 8. август 1936. |